# گرجستان در قلمرو امپراتوری روسیه
کشور گرجستان در قرن نوزدهم بخشی از امپراتوری روسیه شد. در دوران مدرن اولیه، امپراتوری‌های مسلمان عثمانی و ایران برای کنترل پادشاهی‌ها و شاهزاده‌نشین‌های گرجستان، که به‌صورت پراکنده اداره می‌شدند، با یکدیگر در نبرد بودند. تا قرن هجدهم، روسیه به عنوان قدرت امپراتوری جدید در منطقه ظاهر شد. از آنجا که روسیه نیز مانند گرجستان یک کشور مسیحی ارتدکس بود، گرجی‌ها به‌طور فزاینده‌ای به دنبال حمایت روسیه بودند.
در ۱۷۸۳، ایراکلی دوم، پادشاه کارتلی-کاختی در شرق گرجستان، با امپراتوری روسیه پیمانی بست که بر اساس آن، این پادشاهی تحت حمایت روسیه قرار گرفت و از هرگونه وابستگی به ایران دست کشید. با این حال، این اتحاد روسیه-گرجستان نتیجه معکوس داشت، زیرا روسیه تمایلی به عمل به مفاد معاهده نداشت و در ۱۸۰۱ این پادشاهی را ضمیمه خاک خود کرد و آن را به یک استان روسیه تبدیل نمود (استان گرجستان). در ۱۸۱۰، پادشاهی ایمرتی در غرب گرجستان نیز به خاک روسیه الحاق شد. حاکمیت روسیه بر گرجستان در معاهدات صلح با ایران و عثمانی به رسمیت شناخته شد و سایر مناطق گرجستانی نیز به تدریج در طول قرن نوزدهم در امپراتوری روسیه ادغام شدند.
تا ۱۹۱۸، گرجستان بخشی از امپراتوری روسیه باقی ماند. حاکمیت روسیه امنیت گرجی‌ها را در برابر تهدیدهای خارجی فراهم کرد، اما حاکمیت سختگیرانه و بی‌توجهی به فرهنگ محلی موجب نارضایتی مردم شد. تا اواخر قرن نوزدهم، نارضایتی از مقامات روسی به شکل‌گیری یک جنبش ملی رو به رشد انجامید. با این وجود، دوره امپراتوری روسیه تغییرات اجتماعی و اقتصادی بی‌سابقه‌ای را در گرجستان به همراه داشت:
•	آزادسازی سرف‌ها باعث رهایی بسیاری از دهقانان شد، اما وضعیت فقر آن‌ها تغییر چندانی نکرد.
•	رشد سرمایه‌داری به شکل‌گیری طبقه کارگر شهری در گرجستان انجامید.
هم دهقانان و هم کارگران نارضایتی خود را از طریق شورش‌ها و اعتصاب‌ها ابراز کردند که در نهایت به انقلاب ۱۹۰۵ منجر شد. منشویک‌های سوسیالیست رهبری این جنبش را بر عهده گرفتند و در سال‌های پایانی حکومت روسیه به نیروی سیاسی مسلط در گرجستان تبدیل شدند.
سرانجام، گرجستان در ۱۹۱۸ استقلال خود را به دست آورد. با این حال، این استقلال بیشتر نتیجه فروپاشی امپراتوری روسیه در جنگ جهانی اول بود تا تلاش‌های ملی‌گرایان و سوسیالیست‌ها.